# Ciąg poligonowy
Ciąg poligonowy – w geodezji, zbiór punktów osnowy geodezyjnej połączonych odcinkami, w którym pomierzone zostały wszystkie długości boków oraz kąty wierzchołkowe i który stanowi szczególny rodzaj sieci kątowo-liniowej. Inaczej – wielobok otwarty lub zamknięty, w którym zostały pomierzone kąty wierzchołkowe i długości boków. Mogą one występować pojedynczo lub tworzyć sieci poligonowe. Pomiar kątów oraz długości pozwala na obliczenie współrzędnych prostokątnych punktów załamania ciągu.
Długość ciągu poligonowego osnowy pomiarowej nie powinna przekraczać 3000 metrów.

## Podział ciągów
Ciągi poligonowe ze względu na sposób nawiązania dzieli się na: 
- dwustronnie nawiązany
- jednostronnie nawiązany

Ciągi poligonowe ze względu na kształt wieloboku dzieli się na:
- zamknięte
- otwarte

Ciąg poligonowy dwustronnie nawiązany otwarty
Ciąg poligonowy jednostronnie nawiązany otwarty (ciąg wiszący)
Ciąg poligonowy zamknięty jednostronnie nawiązany wisząca bańka
Ciąg poligonowy zamknięty dwustronnie nawiązany